# شهرستان وارن (میزوری)
شهرستان وارن، میزوری (به انگلیسی: Warren County, Missouri) یک شهرستا در ایالات متحده آمریکا است که در میزوری واقع شده‌است.